# Ralph Hamers
Ralph Hamers (Simpelveld, 25 maggio 1966) è un banchiere e manager olandese, ex-amministratore delegato di UBS.

## Biografia
Ralph Adrianus Joseph Gerardus Hamers è un uomo d'affari olandese che è stato CEO di UBS Group tra settembre 2020 e marzo 2023.
È stato amministratore delegato (CEO) della banca olandese ING Group da ottobre 2013 a giugno 2020.
Ralph Hamers è nato il 25 maggio 1966. Ha conseguito un master in econometria aziendale/ricerca operativa presso l'Università di Tilburg.

## Carriera
Hamers è entrato a far parte di UBS nel settembre 2020 come membro del consiglio di amministrazione del gruppo ed è diventato amministratore delegato (CEO) del gruppo UBS il 1º novembre 2020 in sostituzione di Sergio Ermotti.
Prima di UBS, Hamers ha trascorso 29 anni presso la banca olandese ING Group.
Hamers è entrato a far parte di ING nel 1991 ed è stato CEO di ING tra il 1 ottobre 2013 e giugno 2020. Durante il suo periodo come amministratore delegato, ha guidato la banca verso la redditività, rimborsando al contempo il denaro del governo olandese ricevuto durante la crisi finanziaria. Sempre sotto la sua guida, ING ha investito molto nella sua trasformazione digitale, affidandosi molto di più alla sua offerta online e meno alla sua rete di filiali rispetto alla maggior parte dei concorrenti, portando la banca ad avere uno dei rapporti costi/ricavi più bassi in Europa all'epoca.
Nel 2018 c'è stato un putiferio nei Paesi Bassi a seguito della proposta di aumentare lo stipendio annuo di Hamers da 1,6 milioni di euro a 3 milioni di euro. A seguito del tumulto, il Consiglio ha ritirato l'offerta, lasciando invariato il suo stipendio.
Nel dicembre 2020, un tribunale olandese ha ordinato al pubblico ministero di aprire un'indagine sul coinvolgimento di Hamers nel suo precedente ruolo di CEO di ING nel mancato rispetto da parte della società delle normative antiriciclaggio nel 2018. Sebbene l'indagine sia stata risolta nel 2018 con una multa di 775 milioni di euro pagata da ING e, secondo Bloomberg News, il pubblico ministero ha dichiarato di "non aver trovato prove sufficienti per accuse penali contro individui di ING, compresi i vertici", L'indagine di Hamers potrebbe continuare nel 2022 al più presto.
Poco dopo l'acquisizione di Credit Suisse da parte di UBS nel marzo 2023, Hamers si è dimesso dalla carica di CEO con Sergio Ermotti che è tornato come CEO. Hamers assumerà un ruolo di consulente durante un periodo di transizione.